# Саут-Маунтен (Техас)
Саут-Маунтен (англ. South Mountain) — місто (англ. town) в США, в окрузі Кор'єлл штату Техас. Населення — 411 особа (2020).

## Географія
Саут-Маунтен розташований за координатами 31°26′23″ пн. ш. 97°40′45″ зх. д. / 31.43972° пн. ш. 97.67917° зх. д. (31.439827, -97.679265).  За даними Бюро перепису населення США в 2010 році місто мало площу 4,18 км², уся площа — суходіл.

## Демографія
Згідно з переписом 2010 року, у місті мешкали 384 особи в 150 домогосподарствах у складі 120 родин. Густота населення становила 92 особи/км².  Було 163 помешкання (39/км²).
Расовий склад населення:
| - 92,4 % — білих - 0,5 % — чорних або афроамериканців - 0,5 % — азіатів - 4,9 % — осіб інших рас |

До двох чи більше рас належало 1,6 %. Частка іспаномовних становила 9,6 % від усіх жителів.
За віковим діапазоном населення розподілялося таким чином: 24,0 % — особи молодші 18 років, 60,6 % — особи у віці 18—64 років, 15,4 % — особи у віці 65 років та старші. Медіана віку мешканця становила 43,2 року. На 100 осіб жіночої статі у місті припадало 100,0 чоловіків;  на 100 жінок у віці від 18 років та старших — 102,8 чоловіків також старших 18 років.
Середній дохід на одне домашнє господарство  становив 68 295 доларів США (медіана — 58 333), а середній дохід на одну сім'ю — 75 375 доларів (медіана — 70 357). За межею бідності перебувало 11,5 % осіб, у тому числі 11,9 % дітей у віці до 18 років та 13,9 % осіб у віці 65 років та старших.
Цивільне працевлаштоване населення становило 175 осіб. Основні галузі зайнятості: освіта, охорона здоров'я та соціальна допомога — 24,6 %, публічна адміністрація — 16,6 %, роздрібна торгівля — 13,7 %, виробництво — 13,1 %.